# Charles Nicolas Fabvier
Charles Nicolas Fabvier, född 10 december 1782, död 15 september 1855, var en fransk baron och militär.
Fabvier blev officer vid artilleriet 1804, deltog i 1805 års fälttåg och sändes 1807 till Turkiet och Persien för att organisera ländernas stridskrafter. Han stred senare under Auguste de Marmont i Spanien 1811 och i Ryssland 1812 och blev under 1813 års fälttåg överste. Som adjutant hos Marmont var han 1814 en av undertecknarna av Paris kapitulation. Efter bourbonska restaurationen avskedades Fabvier och begav sig 1823 till Grekland där han deltog med utmärkelse i Grekiska frihetskriget 1823-29. Efter att ha deltagit i julirevolutionen 1830 återinträdde Fabvier i fransk tjänst där han 1839 blev generallöjtnant, 1845 pär och 1848 franskt sändebud i Konstantinopel. Efter att 1849 en kort tid ha varit i dansk tjänst, återvände han till Frankrike och invaldes samma år i lagstiftande församlingen. Fabvier har bland annat utgett Journal des opérations du 6:e corps pendant la campagne de 1814 en France (1819).